# Noblella carrascoicola
Espèce
Synonymes
- Phyllonastes carrascoicola De la Riva & Köhler, 1998

Statut de conservation UICN

 LC  : Préoccupation mineure
Noblella carrascoicola est une espèce d'amphibiens de la famille des Craugastoridae.

## Répartition
Cette espèce est endémique du centre de la Bolivie. Elle se rencontre dans les provinces de Chapare, de Tiraque et de Carrasco dans le département de Cochabamba et dans la province de Manuel María Caballero dans le département de Santa Cruz entre 1 850 et 2 700 m d'altitude sur le versant Nord-Est de la cordillère Orientale,.

## Publication originale
- De la Riva & Köhler, 1998 : A new minute leptodactylid frog, genus Phyllonastes, from humid montane forests of Bolivia. Journal of Herpetology, vol. 32, no 3, p. 325-329.